# Templi di Elst

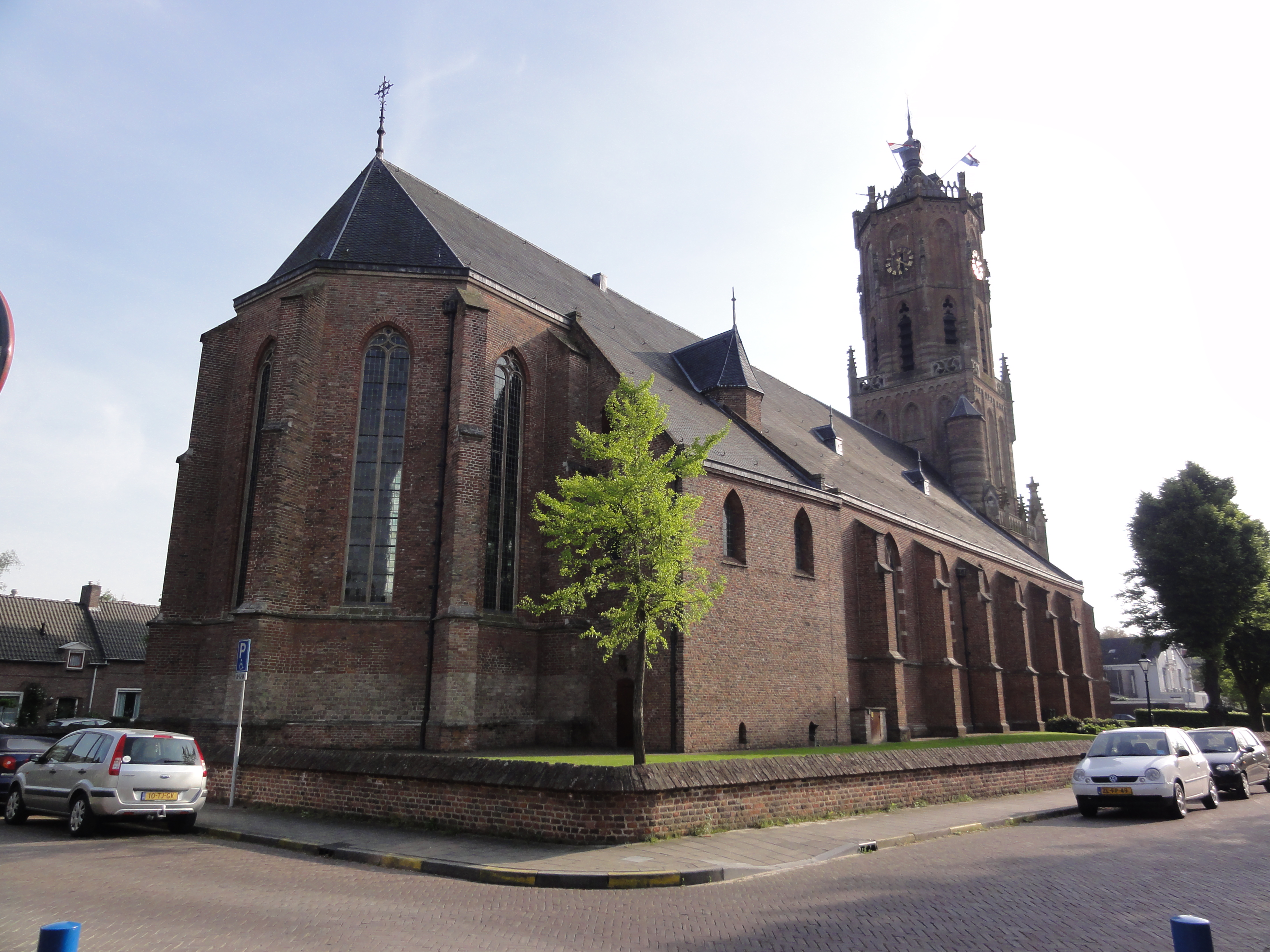

I Templi di Elst sono due templi gallo-romani situati sul sito dell'attuale chiesa di Grote Kerk a Elst, nella provincia olandese di Gheldria costruito durante la presenza Romana nei Paesi Bassi. Il secondo tempio è stato costruito sulle basi del primo. Questo tempio risulta essere uno fra i più a nord delle Alpi fra quelli ritrovati. Il sito con i resti del tempio, all'interno della chiesa, è in continuo aumento.
A 560 metri ad est della chiesa e dei Templi di Elst vi sono i resti di un altro tempio romano: il Tempio di Westeraam.

## Storia
In epoca preistorica vi era un santuario a cielo aperto dei Batavi sul attuale sito della chiesa.
Intorno al 50 d.C. un tempio gallo-romano è stato costruito qui. Il tempio si trovava vicino a un insediamento a metà strada tra il Limes e Ulpia Noviomagus Batavorum (l'attuale Nimega). Vicino al tempio c'era un villaggio dove vivevano mercanti ed artigiani, e sulle alture vi erano fattorie batave. Il tempio aveva una pianta di 11,5 per 8,5 metri.
Nel 100 d.C. circa qui fu costruito sulle sue basi un altro tempio gallo-romano, dedicato al dio principale dei Batavi: Ercole Magusano. Questo tempio era più grande con dimensioni di 31 per 23 metri ed era alto 15 metri. Come materiale da costruzione, veniva usata la pietra di tufo di Eifel. Il tempio era circondato da un'area murata con dimensioni di 70 per 83 metri: il temenos. In questa area venivano fatti i sacrifici sull'altare prima dell'ingresso al tempio. Durante gli scavi archeologici sono stati trovati diversi pozzi con i resti di animali e altri riti sacrificali.
Nel III secolo il tempio divenne inutilizzabile. I suoi resti erano ancora visibili fino all'ottavo secolo.
Intorno all'ottavo secolo qui fu costruita al suo posto una chiesa romanica, a cui succede l'attuale chiesa di Grote Kerk.
Durante la ricostruzione della chiesa nel 1947, sono state condotte ricerche archeologiche. Sotto il pavimento e all'esterno della chiesa sono stati trovati resti dei due templi romani che si trovavano qui.